# Deorum manium iura sancta sunto
Deorum manium iura sancta sunto,  alla lettera i diritti degli dèi Mani siano sacri (oppure: i giuramenti sugli dèi Mani siano sacri) è una espressione latina riportata da Cicerone nel De legibus ed attribuita alle Dodici Tavole. Con tale citazione compare come epigrafe dei Sepolcri di Ugo Foscolo.
In effetti le dodici tavole si occupano anche del diritto sacro, in particolare nella tavola X, ma salvo il riferimento ciceroniano, l'espressione non compare nelle ricostruzioni moderne. 
L'espressione può essere accostata a Hoc monumentum heredem non sequitur espresso anche con l'acronimo H.M.H.N.S. come indicazione che il monumento funebre diventava un bene indisponibile anche per l'erede, che pertanto non poteva disporne a suo piacimento. In tal modo il diritto degli dèi Mani trovava il dovuto rispetto anche dalle generazioni future.
Il testo  ciceroniano è il seguente:
'Sacrum commissum quod neque expiari poterit impie commissum esto; quod expiari poterit publici sacerdotes expianto.' 'Loedis publicis quod sive curriculo et <sine> certatione corporum <sive> cantu et fidibus et tibiis fiat, popularem laetitiam moderanto eamque cum divum honore iungunto.' 'Ex patriis ritibus optuma colunto.ë 'Praeter Idaeae Matris famulos eosque iustis diebus ne quis stipem cogito.' 'Sacrum sacrove commendatum qui clepsit rapsitve, parricida esto.' 'Periurii poena divina exitium, humana dedecus.' 'Incestum pontifices supremo supplicio sanciunto.' 'Impius ne audeto placare donis iram deorum.' ',Caute vota reddunto.' 'Poena violati iuris esto.' '<quocirca> Nequis agrum consecrato.' Auri, argenti, eboris sacrandi modus esto. Sacra privata perpetua manento.  Deorum Manium iura sancta sunto. <Bo>nos leto datos divos habento. Sumptum in ollos luctumque minuunto. 